# سفارت عثمانی در فرانسه (۱۵۳۴)

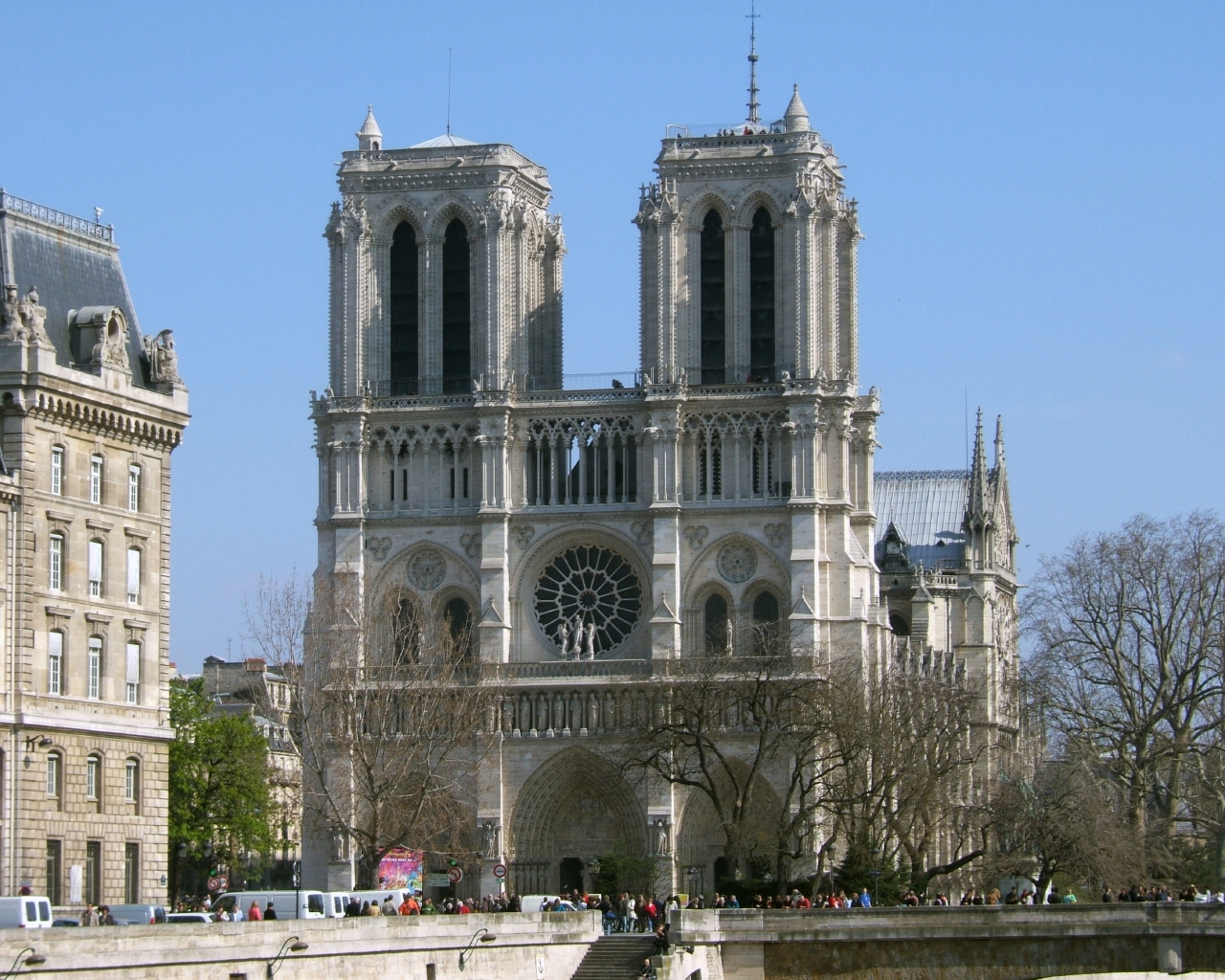

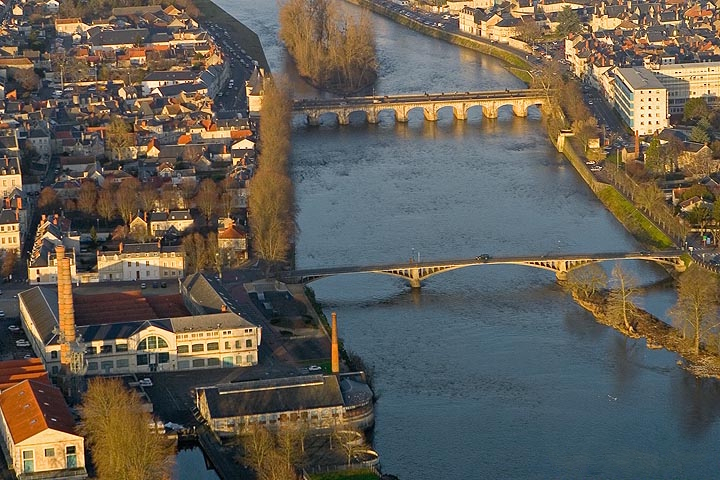

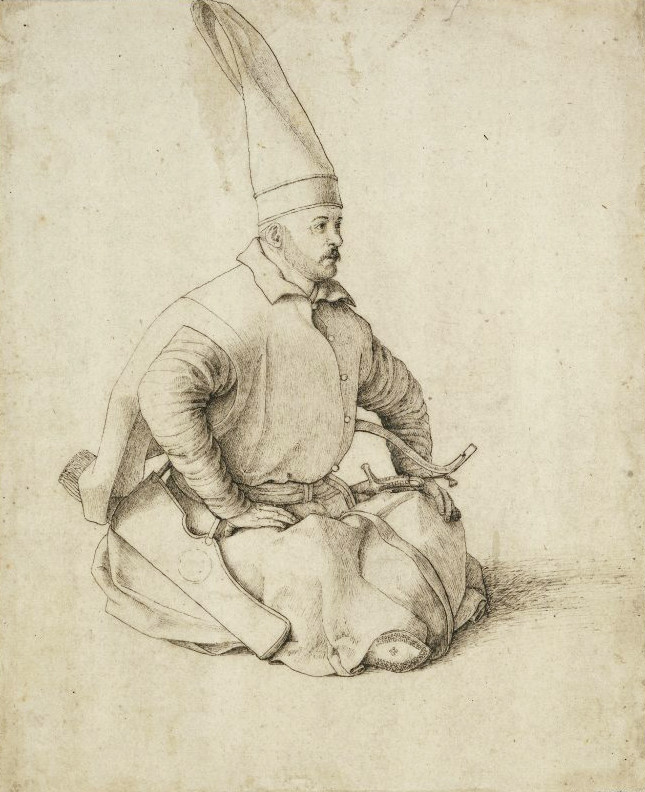

سفارت عثمانی در فرانسه در سال ۱۵۳۴ با هدف آماده سازی و هماهنگی حملات مشترک فرانسوی-عثمانی برای سال بعد یعنی ۱۵۳۵ راه‌اندازی شد. این سفارت به فاصله اندکی از تاسیس اولین سفارت عثمانی در فرانسه در سال ۱۵۳۳ و دنبال فتح تونس توسط بارباروس خیرالدین پاشا در ۱۶ اوت ۱۵۳۴ اتفاق افتاد، و برای تقویت مواضع امپراتوری عثمانی در مدیترانه غربی صورت گرفت.